# Calvariebergkapel

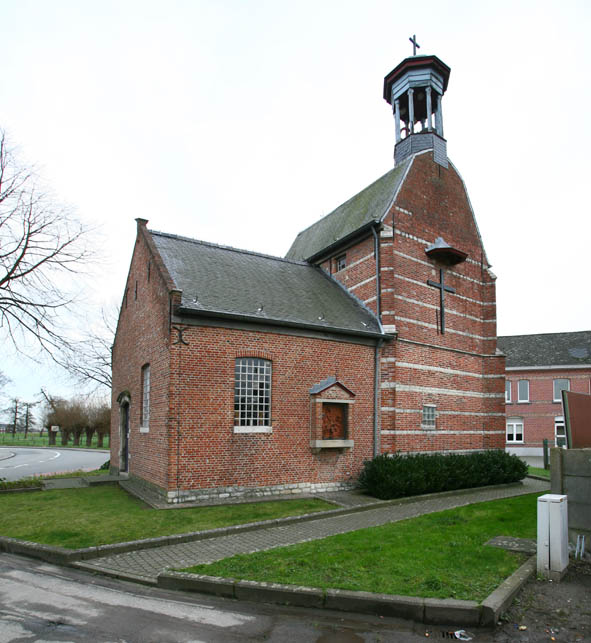
Calvariebergkapel

De Calvariebergkapel is een kapel in de Vlaams-Brabantse plaats Londerzeel, gelegen aan de Bergkapelstraat 57.

## Geschiedenis
Pastoor Mathijs van Steenberck zou in het Heilige Land de Kruisweg hebben opgemeten om deze, bij zijn terugkeer, in Londerzeel over dezelfde afstand aan te leggen met voor elke statie een kapelletje. Op het einde van de ommegang was dan de Calvariebergkapel waarin de 10e tot en met de 14e statie werden verbeeld. De kapelletjes werden in het 1e kwart van de 16e eeuw gebouwd. Veel statiekapelletjes zijn verdwenen maar de Calvariebergkapel is blijven bestaan.

## Gebouw
Het betreft een rechthoekig bouwwerk met driezijdig afgesloten koor, opgetrokken in baksteen met zandstenen speklagen. De topgevel heeft een open torentje. Tegen de kapel is een bijgebouw aangebracht. De kelderverdieping van de kapel is ingericht als Heilig Graf (14e statie). Daarboven is de kapelruimte. Het interieur wordt overkluisd door een ingedrukt tongewelf.
De kapel bevat beelden in barokstijl en door landelijke kunstenaars vervaardigd in de 17e en 18e eeuw, waaronder Onze-Lieve-Vrouw van Smarten, Sint-Helena, de Bewening van Christus en de Calvarieberg.